# آگورافوبیا
آگورافوبیا (به انگلیسی: Agoraphobia) یا برزن‌هراسی زیرمجموعه اختلال اضطراب است که به هراس و ترس مرضی از حضور در مکان‌هایی باز و شلوغ، مانند سینما، مراکز خرید، پایانه‌های ترابری عمومی و فرودگاه‌ها و پل و … که امکان خروج فوری و آسان از آن‌ها وجود ندارد، گفته می‌شود و بیشتر به علت باز بودن یا ازدحام زیاد محیط است. این نوع هراس معمولاً با افکار اضطرابی دربارهٔ غش کردن یا از دست دادن کنترل در حضور جمع همراه است و عمدتاً منجر به اجتناب از این محل‌ها می‌شود. برزن‌هراسی در TR DSM-IV به عنوان یک زیر مجموعه از اختلال وحشت‌زدگی تعریف شده‌است. با این حال، برزن‌هراسی جدا از اختلال وحشت‌زدگی طبقه‌بندی شده‌است.

## اختلال‌های روان‌پزشکی همراه
این اختلال با اختلال و حملات پانیک بیشترین همزمانی را داشته و شدت و وضعیت‌های گوناگونی دارد.

## همه‌گیرشناسی
شیوع یک سالهٔ این بیماری ۳۰ در ۱۰۰۰ است. در زنان دو برابر مردان و به‌طور معمول بین سنین ۱۸ تا ۳۵ سال دیده می‌شود و آغاز آن در اوایل دههٔ دوم زندگی است. این بیماری در کودکان بسیار کم دیده می‌شود.

## نکات مهم درمانی
باید دانست که نخستین قدم در برخورد با آگورافوبیا، رد اختلال افسردگی است. ضمناً از آنجا که مهم‌ترین فاکتور ابقاء کنندهٔ این بیماری اجتناب (avoidance) است باید بیماران را با موقعیتی که از آن اجتناب می‌کنند رویارو کرد (رویارویی یا exposure) و بیمار نباید تا زمان فرونشستن اضطراب آن موقعیت را ترک کند. گفتنی است که در کتاب oxford داروی توصیه شده برای درمان آگورافوبیا در صورت شکست درمان شناختی رفتاری، داروی ایمی پرامین است.